# Pavel Demidov

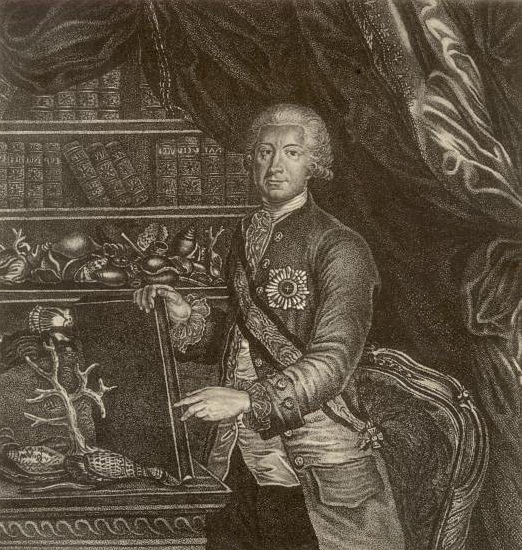
Pavel Demidov

Pavel Grigorjevitsj Demidov (Russisch: Павел Григорьевич Демидов) (9 januari [O.S. 29 december 1738] 1739 – Leonovo, 13 juli [O.S. 1 juli] 1821) was een bekend reiziger en wetenschapper op het gebied van natuurlijke historie en mineralogie. Hij was een neef van Akinfi Demidov. 
Demidov studeerde aan de universiteit van Göttingen en aan de academie van Freiberg. Hij was onder andere een bekende van Carl Linnaeus, die hij regelmatig beschrijvingen stuurde van dieren die Linnaeus interesseerden. Hij bezat ook een grote collectie munten, mineralen, edelmetalen, zeldzame vogels en een grote bibliotheek met vele dure en zeldzame manuscripten en publicaties over alle soorten wetenschappen in vele talen, die na zijn dood werden geschonken aan de Universiteit van Moskou (destijds werd de waarde geschat op 300.000 Roebel). Hij stichtte ook het Demidovlyceum in Jaroslavl en riep de prijs voor Russische literatuur in het leven, die jaarlijks wordt uitgereikt door de Russische Academie der Wetenschappen. In 1829 werd een bronzen monument voor hem opgericht in Jaroslavl.